# Llew Matthews
Llew Matthews (* 1946) ist ein US-amerikanischer Jazzmusiker (Piano, Keyboard, Arrangement, Komposition).
Matthews arbeitete im Laufe seiner Karriere u. a. mit Mat Marucci, Robert Conti, Nika Rejto, Nancy Wilson, Barbara Paris, Robert Kyle, Thiago de Mello, Carmen Lundy, Gigi MacKenzie, Kristin Korb, Ken Song, Rickey Woodard, Rita Edmond, Lyn Stanley, John B. Williams, Thom Rotella und dem Count Basie Orchestra (A Very Swingin’ Basie Christmas!, 2015). 1997 nahm er unter eigenem Namen ein Album mit Jackie McLean und Tootie Heath auf. Bei seinem Album A Certain Smile (2011) wirkte Hubert Laws als Gastmusiker mit. Des Weiteren bildete er mit Barry Coates, Jack Daro, Jean Strickland und Sinclair Lott die Formation Windsongs, dessen Album A Classical Jazz Quintet 1984 erschien. Im Bereich des Jazz war er laut Tom Lord zwischen 1980 und 2017 an 56 Aufnahmesessions beteiligt, zuletzt mit der Sängerin Cathy Segal-Garcia.

## Diskographische Hinweise
- Llew Matthews Trio featuring Jackie McLean: Nathalie (1998), mit Stanley Gilbert
- West Coast All Stars: Siciliano (1998), mit Hubert Laws, Buddy Collette, Stanley Gilbert, Harvey Mason
- A Certain Smile (1999), mit Stanley Gilbert, Harvey Mason, Hubert Laws
- When You Wish Upon a Star (M&I, 2007), mit Stanley Gilbert, Carl Burnett
- Tara’s Theme (M&I, 2010)